# Enrico Cerutti
Enrico Cerutti (Cigliano, 3 maggio 1915 – ...) è stato un calciatore italiano, di ruolo attaccante.

## Carriera
Giocò in Serie A con Pro Vercelli e Sampierdarenese.

## Palmarès

### Club

#### Competizioni regionali
- Torneo Benefico Lombardo: 1

Como: 1944-1945